# The World Needs a Hero
The World Needs A Hero er et album af det amerikanske heavy metal-band Megadeth, udgivet i 2001. Det markerede en tilbagevenden til Megadeths thrash- og heavy metal-rødder efter de tre foregående albums kommercielle rock-stil. Det indeholdt dog stadig en del kommercielt materiale á la de tre foregående album.
"Return to Hangar" er en efterfølger til sangen "Hangar 18" fra Rust in Peace.

## Spor
Alle sange af Dave Mustaine bortset fra hvor andet er angivet.
1. "Disconnect" – 5:20
2. "The World Needs A Hero" – 3:52
3. "Moto Psycho" – 3:06
4. "1000 Times Goodbye" – 6:25
5. "Burning Bridges" – 5:20
6. "Promises" (Mustaine, Al Pitrelli) – 4:28
7. "Recipe for Hate... Warhorse" – 5:18
8. "Losing My Senses" – 4:40
9. "Dread and the Fugitive Mind" – 4:25 (Oprindeligt fra Capitol Punishment: The Megadeth Years, senere på Greatest Hits: Back to the Start)
10. "Silent Scorn" – 1:42
11. "Return to Hangar" – 3:59
12. "When" – 9:14

Den japanske udgave indeholdt et ekstra nummer, kaldet "Coming Home," mellem "The World Needs a Hero" og "Moto Psycho". Singlen "Moto Psycho blev nr. 22 på den amerikanske singlehitliste.